# Georg Fluckinger
Georg Fluckinger, né le 1er mars 1955 à Vienne, est un lugeur autrichien. En 1980, il obtient la médaille de bronze lors de l'épreuve de luge double des Jeux olympiques de Lake Placid avec Karl Schrott. En 1982, il remporte la Coupe du monde de double avec Franz Wilhelmer.

## Palmarès
- Jeux olympiques
  - Sapporo 1980 :  Médaille de bronze en double
  - Innsbruck 1984 : 4e en double et 15e en simple
  - Sapporo 1988 : 5e en double

- Coupe du monde
  - Meilleur classement en individuel : 3e en 1979-1980
  - Vainqueur du classement du double en 1981-1982
  - 18 podiums dont 16 en double (3 victoires).